# Estimated time of arrival
Estimated time of arrival (zkratkou ETA) je anglický termín a znamená v překladu přibližný čas příjezdu. Označuje odhadovaný čas příjezdu dopravního prostředku (loď, automobil, letadlo, vlak…), nákladu, zdravotnické pomoci a podobně. Nejčastěji se používá v řadách bezpečnostních složek, dopravců nebo v letecké dopravě, ale i v oblasti IT. V oblasti IT se nejčastěji využívá při přesunu/přenosu počítačových souborů a složek a vyjadřuje tak odhadovaný čas, kdy bude operace přesunu/přenosu nad daným souborem/složkou dokončena.
Zkratka ETA může být rovněž použita například v situacích, kde se ve skutečnosti nejedná o fyzický přenos. Může tak vyjadřovat odhadovaný zbývající čas, nutný k dokončení nějaké činnosti (například práce/úkol vykonávající nějakou osobou, výpočetní operace vykonávané počítačovým programem nebo průběh činnosti na úkolu zastřešovaný nějakou organizací). Například klienti počítačového protokolu BitTorrent vyjadřují pomocí ETA očekávaný čas dokončení stahování konkrétního souboru.
Jelikož se jedná o anglický termín, na českém území se užívání tohoto systému moc neuchytilo. Výjimkou mohou být místa, kde angličtina není problém, což jsou právě letiště a podobně.[zdroj?]